# Bristol Type 148
El Bristol Type 148 fue un monoplano de ala baja, biplaza y de un solo motor construido en 1937, según una especificación del Ministerio del Aire por un avión de cooperación con el ejército. Perdió la competición ante el Westland Lysander y no pasó de los dos prototipos construidos.

## Desarrollo
El Bristol 148 fue construido por Bristol según un encargo del Ministerio del Aire de dos prototipos de un avión de cooperación con el ejército que cumpliera con la Especificación A.39/34. El exitoso avión debía reemplazar a los Hawker Audax y Hector en una amplia gama de tareas. En 1935, Bristol había adquirido experiencia en el diseño de monoplanos de ala baja en voladizo propulsados por motores radiales con los Type 133 y 146, y el Type 148 siguió este diseño, pero tenía asientos para dos tripulantes.
Las alas con recubrimiento sujeto a esfuerzos eran de cuerda constante con puntas redondeadas, y el fuselaje era enteramente de construcción monocasco. La cola horizontal estaba situada en la parte superior del fuselaje y llevaba elevadores compensados por superficie; el timón era grande y puntiagudo. Todas las superficies de vuelo estaban recubiertas de tela. El ala también llevaba flaps divididos y slots conectados de punta de ala para mejorar el manejo a las bajas velocidades requeridas por la especificación. El tren de aterrizaje principal, de vía ancha, se replegaba hacia el interior, en la sección central, pero la rueda de cola era fija y carenada. El piloto y el observador/artillero/bombardero se sentaban en cabinas en tándem bajo una cubierta de la carlinga continua, cuya parte trasera fue modificada cuando el montaje de la ametralladora Lewis de 7,7 mm se cambió del anillo Scarff al tipo pilar. El observador también podía acceder a una posición de puntería boca abajo en el suelo para lanzar bombas desde los soportes externos. Se montaron dos ametralladoras de 7,7 mm en el ala de babor.
El motor previsto para el Type 148 era el Bristol Perseus, pero el avión realizó su primer vuelo el 15 de octubre de 1937 con un Mercury IX. Fue remotorizado con un Perseus XII después de un accidente de aterrizaje durante unas pruebas comparativas con el Westland Lysander. Ambos aviones cumplieron con las especificaciones, incluidos los exigentes requisitos de baja velocidad, pero la visibilidad que ofrecía el ala alta del Lysander y la seguridad de su tren de aterrizaje fijo lo convirtieron en el ganador de la competición. El segundo prototipo, denominado Type 148B, voló en mayo de 1938 propulsado por un motor Bristol Taurus II, y las dos máquinas se utilizaron para comparar y evaluar los dos tipos de motor.

## Variantes
Type 148
Avión de cooperación con motor Bristol Mercury IX, uno construido.
Type 148B
Segundo prototipo con motor Bristol Taurus II, uno construido.

## Especificaciones (Type 148B)
Referencia datos: BarnesBarnes, 1970, p. 266

### Características generales
- Tripulación: Dos (piloto y observador/artillero)
- Longitud: 9,6 m (31,3 ft)
- Envergadura: 12,2 m (40 ft)
- Altura: 3,2 m (10,5 ft)
- Superficie alar: 25,6 m² (275,6 ft²)
- Peso vacío: 2020 kg (4452,1 lb)
- Peso cargado: 2380 kg (5245,5 lb)
- Planta motriz: 1× motor radial de 14 cilindros en dos filas de válvulas de camisa refrigerado por aire Bristol Taurus II.
  - Potencia: 783 kW (1080 HP; 1065 CV)
- Hélices: Tripala de paso variable

### Rendimiento
- Velocidad máxima operativa (Vno): 467 km/h (290 MPH; 252 kt)

### Armamento
- Ametralladoras: 

  - 2x Browning de 7,7 mm en el ala de babor
  - 1x Lewis de 7,7 mm en la cabina trasera

## Aeronaves relacionadas

### Secuencias de designación
- Secuencia Numérica (interna de Bristol): ← 143 - 144 - 146 - 148 - 149 - 152 - 156 →